# 大和ホーム
大和ホーム株式会社（だいわほーむ）は、群馬県高崎市に本社を置く、注文住宅、建売住宅、リフォーム業を行っている会社である。群馬県以外にも栃木県、茨城県、新潟県、山梨県、宮城県、東京都に店舗を構えている。

## 沿革
1994年6月、群馬県前橋市総社町総社に「大和ホーム株式会社」を設立。
2007年4月、群馬県高崎市上中居町に本店移転。
2019年2月、破産

## 事業所
- 本社（群馬県高崎市上中居町）
- 本店営業部（群馬県高崎市上中居町）
- 前橋支店（群馬県前橋市総社町）
- 太田支店（群馬県太田市藤久良町）
- 宇都宮支店（栃木県宇都宮市花房）
- 水戸支店（茨城県水戸市見川）
- 新潟支店（新潟県新潟市東区牡丹山）
- 甲府支店（山梨県甲府市徳行）
- 東京支店（東京都新宿区西新宿）
- 石巻支店（宮城県石巻市蛇田字菰継）